# Emmy van Leersum
Emmy van Leersum, née le 16 avril 1930 à Hilversum et morte le 2 novembre 1984 à Amersfoort, est une sculptrice néerlandaise.